# عبد الرحمن بن العوام
عبد الرحمن بن العَوَّام بن خُويلد الأسدي صحابي، وأخو الزبير بن العوام، أسلم يوم فتح مكة وصحب النبي محمد.

## نسبه
- هو: عبد الرحمن بن العَوَّام بن خُوَيْلِد بن أسَدَ بن عبد العُزَّى بن قُصَي.[1]
- أمه: أم الخير الحرة واسمها أميمة بنت مالك بن عميلة بن السباق بن عبد الدار بن قصي.[1][2]
- إخوته وأخواته: له من الإخوة والخوات: الزبير بن العوام، والسائب بن العوام، وعبد الله بن العوام، وأم حبيب بنت العوام، وزينب بنت العوام.[3][4]

## مشاركته في بدر
شهد بَدْرًا مع المشركين، فلما انهزموا كان وأخوه عبد الله على جَمَل، فوجدا حكيم بن حزام ماشيًا وهو ابنُ عمهما، وكان عبد الله أعرجًا؛ فقال عبد الرحمن: «أنزل بنا نركب حكيمًا»، فقال أخوه عبد الله: «أنشدك الله فإني أعرج»؛ فقال عبد الرحمن: «والله لتنزلنّ عنه، ألا تنزل لرجلٍ إنْ قُتِلْت كفاكَ، وإن أُسِرت فَدَاكَ؟» فنزل عبد الله، وأركبا حكيمًا على الجمل، فنجا حكيم، ونجا عبد الرحمن على راحلته، وأُُدرِك عبد الله فقُتل.

## إسلامه
قيل: إن عبد الرحمن أسلم يوم الفَتْح وصحب النبي محمد، وذكر الزبير بن بكار أن اسمه كان في الجاهلية «عَبْد الكعبة» فسماه النبي «عبد الرحمن».
قال العدوي في كتاب النسب: إن حسان بن ثابت هجا العوّام بسبب عبد الرحمن هذا؛ قال: ولا يصحّ قَولُ مَنْ قال: إن ذلك بسبب عبد الله بن الزبير. وعن محمد بن حبيب، قال: إن سببَ هجاءِ حسان آلَ العوام أنّ عبد الرحمن بن العوام كان يُؤْذِي رسول الله صَلَّى الله عليه وسلم، ثم أسلم بعد، وليس له عَقب.

## وفاته
استشهد عبد الرحمن بن العوام يوم اليَرْمُوك، وقال البَلاَذُرِيُّ: مات عبد الرحمن بن العوام في خلافة عُمر.

## زوجاته وأبنائه
ولد عبد الرحمن بن العوام: عبيدُ الله بن عبد الرّحمن (لاعقب له، قتل مع معاوية في صفين)، وعبدُ الله بن عبد الرّحمن (قتل يوم الدار مع عثمان)، وأمهما جَمِيْلَةُ، وقيل: جُمَيْنَة، وقيل: حميلة بنت عبد العزى بن قَطَن الخزاعية، من بني المصطلق. كانت من المبايعات، ولا يعرف لها رواية.